# Metro (filme de 2013)
Metro (em russo:  Метро; no Brasil: Pânico no Metrô) é um filme russo de 2013 dos gêneros catástrofe e drama, dirigido por Anton Megerdichev e baseado no romance homônimo de Dmitry Safonov. O filme conta com Sergei Puskepalis, Svetlana Khodchenkova e Anatoly Bely nos papéis principais.
Originalmente Metro estava programado para estrear nos cinemas russos em 21 de dezembro de 2012, mas acabou por ser adiado para 21 de fevereiro de 2013. O filme se tornou um sucesso de bilheteria arrecadando só em seu país de origem o equivalente a mais de doze milhões de dólares; estima-se que sua renda mundial gire em torno de quinze milhões.

## Enredo
No metrô de Moscou, uma composição próxima à Estação Park Cultury, construída em 1935, está começando a falhar. Um vigilante noturno da estação, Sergeitch, vê um vazamento no túnel onde a linha passa abaixo do Rio Moscou e informa seu superior-assistente da estação, que zomba dele por se preocupar com isso dizendo que é apenas uma tubulação de esgoto vazando. Enquanto isso, Irina Garin está dividida entre seu amante, o empresário Vlad Konstantinov, e seu marido, o médico-cirurgião Andrei Garin; Konstantinov tenta convencer Irina a se divorciar de Andrei mas ela reluta, apesar de traí-lo com Vlad. Chegando de uma viagem do exterior, Irina passa a noite com Konstantinov, em vez de ir para casa. Andrei tem que levar a filha Ksenya para a escola na manhã seguinte e eles embarcam na estação Sadovaya para pegar o metrô; simultaneamente, Konstantinov chega e também pega o trem, uma vez que se vê forçado a estacionar seu carro devido ao enorme engarrafamento para ir trabalhar. Enquanto isso Sergeitch está bebendo com uma mulher chamada Galina do lado de fora da estação e diz à ela que a água que vazava no túnel cheirava a lodo, o que significa que não pode ser água de esgoto; eles são detidos pela polícia por beber álcool em local público, mas Galina consegue escapar e foge para dentro da estação, embarcando no trem. Sob custódia, Sergeitch pede um telefone para avisar as autoridades, mas a polícia se nega a atender seus pedidos.[carece de fontes?]
Uma vez que Andrei, Ksenya, Vlad e Galina embarcam, o trem parte seguindo sua viagem. Dentro do túnel, poucos quilômetros à frente, a água rompe o teto; o maquinista do trem aciona o freio de emergência e a composição descarrilha enquanto a água inunda o local em meios aos escombros. Vários passageiros morrem no acidente. Konstantinov, em vez de caminhar pelos trilhos para tentar escapar do túnel, sobe no teto do carro; rastejando, ele vê Garin, que está tentando encontrar Ksenya em uma pilha de corpos, decidindo ajudá-lo. Após achar sua filha, Garin tenta seguir os outros sobreviventes pelos trilhos, mas Konstantinov o interrompe, afirmando que o terceiro trilho ainda está eletrificado e que, se prosseguir, poderá morrer eletrocutado. A água sobe, ocorrendo um curto-circuito e todos os sobreviventes que não escaparam da área inundada do túnel morrem eletrocutados. Em meio aos escombros, Garin, Konstantinov e Ksenya conhecem o carteiro Mikhail, o adolescente Denis e a asmática Alisa; eles decidem permanecer em grupo para tentar escapar da inundação juntos. Todos, exceto Mikhail, apressadamente entram em uma passagem que leva a um poço de manutenção; Mikhail, muito assustado, se recusa a entrar na passagem e morre atropelado quando um vagão se desprende da composição.[carece de fontes?]
Ao adentrarem pela passagem, o bando encontra em um pequeno bunker, construído durante a construção do metrô. Ao olharem para cima eles percebem que o eixo de manutenção vertical termina em uma grade de esgoto numa rua da cidade. No entanto, eles não podem alcançar a grade, que é muito alta, nem usar seus telefones celulares no subsolo por falta de sinal. O nível da água no túnel e no poço começa a subir rapidamente. A tensão entre Konstantinov e Garin aumenta, pois este não consegue entender porque Konstantinov demonstra um interesse em sua filha. Quando o nível da água os eleva ao nível da grade da rua, Garin e Konstantinov conseguem telefonar para Irina, mas só têm tempo para dizer a ela que eles estão no bunker; eles tentam atrair a atenção de quem passa na rua através das barras, mas não obtém sucesso. Após receber a curta ligação, Irina está histericamente tentando informar à equipe de resgate que o bando está no bunker. Passado algum momento, a pressão da água faz com que as paredes que prendem o trem entalado no túnel se rompem e a água escoe para baixo novamente, fazendo o nível da água abaixar e levando o grupo de volta ao túnel do metrô. Alguns socorristas descem para o bunker, mas vendo as paredes molhadas, assumem que todos os que estavam lá provavelmente se afogaram.[carece de fontes?]
O grupo chega à abandonada estação Borodino, próxima a Sadovaya, e sobem na plataforma para descansar. Garin profere algumas declarações indiretas para Konstantinov que mostram que ele percebe que Konstantinov e Irina são amantes; Konstantinov e Garin brigam, com Konstantinov quase sendo afogado por Garin no meios dos trilhos.[carece de fontes?]
No túnel onde o trem está preso, um arco de concreto acima da composição desaba, causando uma nova inundação; os líderes da operação de resgate conseguem fechar as comportas de emergência. Os protagonistas chegam ao bunker novamente e finalmente saem pela grade de esgoto da rua. Galina é atendida pelos paramédicos, enquanto Alisa e Dennis vão juntos para o hospital agora como namorados; Garin e Ksenya se reencontram com Irina, mas Garin diversas vezes se recusa a abraçar sua mulher, enquanto Konstantinov é levado para um hospital particular.[carece de fontes?]

## Elenco
- Sergey Puskepalis... Andrei Garin
- Anatoliy Belyy... Vlad Konstantinov
- Svetlana Khodchenkova... Irina Garin
- Anfisa Vistingausen... Ksenya Garin
- Aleksey Bardukov... Denis
- Katerina Shpitsa... Alisa
- Elena Panova... Galinda
- Stanislav Duzhnikov... Mikhail
- Sergey Sosnovskiy... Sergeich
- Yaroslav Zhalnin...Zimin
- Nikolay Ryabkov...Shevchenko
- Mikhail Fateyev...Klokov

## Recepção
O filme recebeu críticas positivas dos críticos de cinema, embora sua fotografia tenha sido bastante contestada.
Metro faturou US$ 12 milhões no mercado doméstico e US$ 15 milhões em todo o mundo, contra um orçamento de US$ 9 milhões, tornando-se um sucesso comercial médio.